# Trosa kommun
Trosa kommun er en kommune i den sydøstlige del af Södermanlands län i landskabet Södermanland. Kommunen ligger ved Østersøen.
Kommunens hovedby er Trosa, der blev købstad allerede i middelalderen. I perioder var Trosa dog blandt Sveriges mindste købstæder. I 1930'erne var der således færre end 1000 indbyggere i købstaden. Senere har byen dog fået indbyggere. I 1960 var folketallet på 1322, mens det i 2010 var steget til 5027 i selve byen. Regnes omegnen med, så var der 11.479 indbyggere i hele kommunen i 2012.
Kommunen hed Trosa stad i 1863-1970. I 1971 blev navnet Trosa kommun. Området blev indlemmet i Nyköpings kommun i 1974. I 1992 brød byen og omegnen ud og genoprettede Trosa kommun.
58°53′38″N 17°33′08″Ø / 58.8939°N 17.5522°Ø